# Cykelbanen på markedspladsen ved Heden i Odense
Cykelbanen på markedspladsen ved Heden i Odense var Odenses cykelbane i årene 1887-1893.
Odense Byråd gav i 1887 tilladelse til at benytte markedspladsen ved Heden (senere Kochsgade og Ansgar Anlæg) til banecykelløb. Græsplænen blev skrællet af, så der dannedes en oval interimistisk bane, der blev fyldt op med grus og ved siderne var der gravet huller, så regnvandet kunne sive væk. Banen blev indviet med en tre dages cykelfest i juli samme år med flere københavnske deltagere. Thorvald Ellegaard nåede at debutere på markedspladsen uden dog at gøre sig særlig bemærket. 
Cykelløbet på markedspladsen var i nogle år en årligt tilbagevendende begivenhed. Løbene var ganske primitive og banen var både hullet og ujævn så utilfredsheden med cykelbanen var stor.
1893 tog Fyens Cykle Union planer om at anlægge en rigtig permanent cykelbane for alvor form.
Fyens Cykle Union bad Byrådet om at få banen ved markedspladsen gjort permanent og anlægge den med hævede sving, men Byrådet sagde nej. Afslag betød, at løbet i 1893 blev aflyst og Fyens Cykle Union begyndte at lede efter et passende sted for en ny cykelbane, man købte i 1893 et stykke jord lige over for Fruens Bøge jernbanestation og man kunne indvie Cykelbanen i Fruens Bøge 27. maj 1894.